# Diego de Castille
Diego Rodriguez, Diego Porcel(l)os, Didacus Roderici, est né vers 855 et mort à Cornudilla (es) (province de Burgos), le 31 janvier 885.
Comte de Castille, premier comte héréditaire du royaume des Asturies, Diego Porcel(l)os fonde et peuple Burgos et Ubierna (es), selon la Chronique d'Albelda, les Annales de Complutum (882), le Chronique de Burgos et les Annales de Compostelle (884). Diego Rodríguez Porcelos mène une politique encore plus expansive que son père. La frontière orientale du comté se fixe sur l'Arlanzón et les Monts d'Oca. Les musulmans sont arrachés à certaines de leurs forteresses frontalières, comme Pancorbo, qui servent de base pour les expéditions avec lesquelles les émirs de Cordoue dévastent ces "comarcas". Pour protéger la frontière orientale du royaume des Asturies, il continue à  construire une multitude de châteaux, "castillos" qui ont donné à la région son nom au début du Xe siècle. Il apparaît également avoir reconstitué l'évêché de Villafranca Montes de Oca.
Diego est très certainement exécuté pour avoir participé à une rébellion contre son roi, Alphonse III des Asturies.

## Sa famille

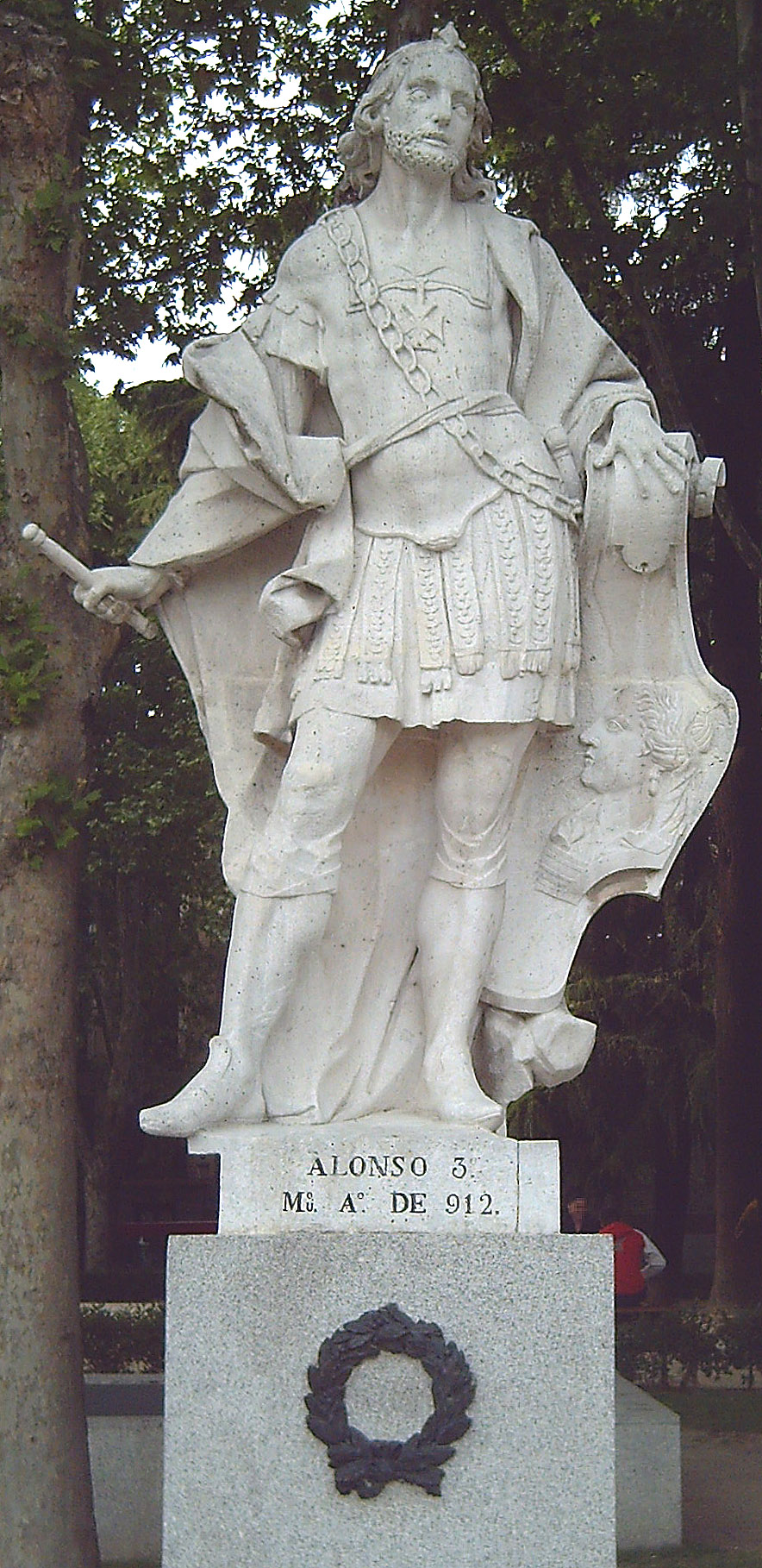
Son grand-oncle et son roi.

Après Rodrigo de Castille, son fils Diego Rodriguez est comte de Castille. La plupart des historiens depuis le treizième siècle lui donneront le surnom ou le nom patronymique de Porcel(l)os. Est-il descendant de l'ancienne famille romaine de ce nom, ou ses aïeux, du côté de sa grand-mère paternelle, sont ils natifs de Porcelis, bourg de Castille, ce qui paraît le plus vraisemblable ?
Sa mère est peut-être Sancha Diez de las Asturias, fille du comte Diego de las Asturias.

## Le comté de Castille sous Diego Rodriguez (873-885)
La plupart des historiens conviennent qu’il passe son enfance à Amaya Patricia (Cantabrie).Son père, le premier comte de Castille, Rodrigo, reconstruit cette ville en 860.
La Chronique d'Albelda nous dit que du temps du roi Alphonse III des Asturies, le fils de Rodrigo de Castille est comte de Castille. Il est le premier comte héréditaire du royaume des Asturies, comme le confirme une lettre du cartulaire de San Millán de la Cogollail, dans laquelle il signe : Diego, comte de Castille par la grâce de Dieu. Cela est peut-être dû à la dette qu’Alphonse III des Asturies a contractée envers son père quand celui-ci l'a aidé à récupérer le trône asturien.
Il existe plusieurs lettres dans lesquelles le nom du Comte de Castille est Diego et non son père. Selon Fray Justo Pérez d'Urbel (en), ces lettres sont authentiques, mais sont antidatées. De toute façon, la plus grande partie des rares documents d’archives qui concernent Diego comportent des dates qui paraissent imprécises.

### Contexte historique
Alphonse III des Asturies ordonne la rédaction de trois chroniques, dans lesquelles il présente le royaume des Asturies, comme étant le royaume wisigoth et décrivant sa puissance par rapport aux autres royaumes.

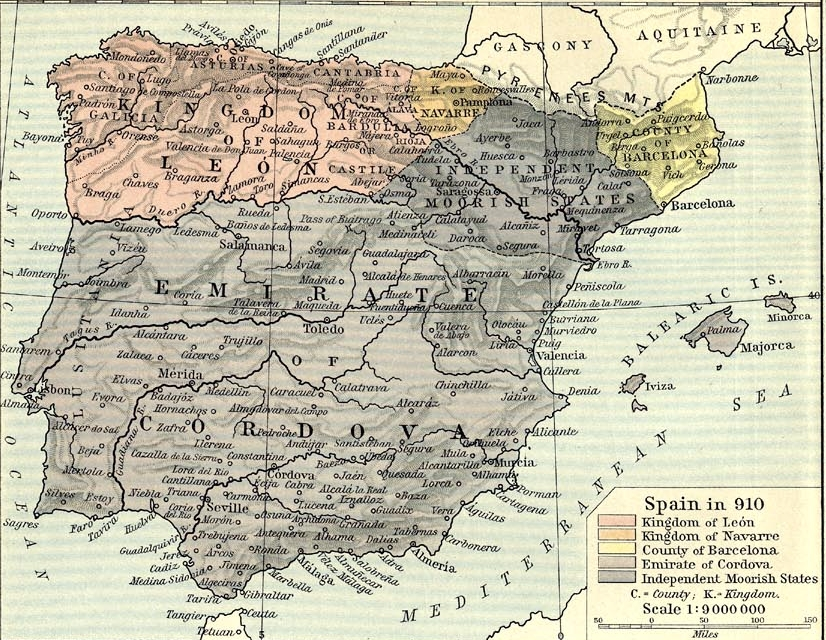
L’Espagne en 910.

Il continue la politique de Reconquista, en avançant vers le sud sur tous les fronts et en favorisant les rébellions dans l’émirat de Cordoue.
Dans son royaume il va essayer d’affermir son pouvoir, en limitant la liberté d'action de ses comtes.
Cette politique va provoquer une multitude de soulèvements entre les magnats du royaume.
La période de gouvernement de Diego Rodriguez est marquée par trois évènements :
- la consolidation définitive de la frontière dans la vallée de l'Èbre en collaboration avec le comte d'Alava, Vela Jiménez (es) ;
- la création d'une nouvelle ligne de défense plus au sud, suivant le cours de la rivière Arlanzón ;
- et la restauration de l'ancien siège épiscopal de Villafranca Montes de Oca.

### Consolidation de la frontière dans la vallée de l'Èbre

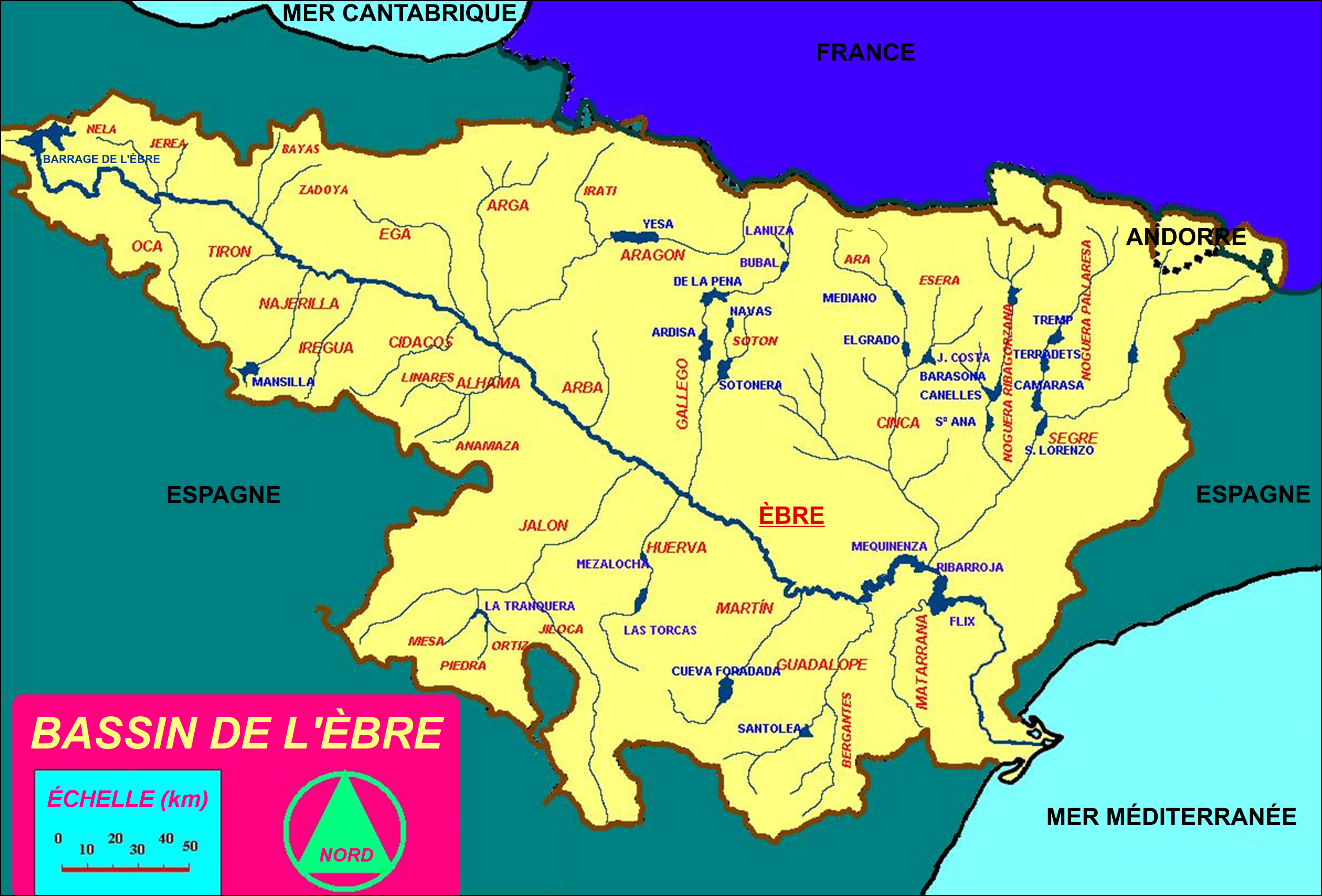
Bassin de l'Èbre.

Il est presque impossible de suivre avec précision l'évolution de la frontière orientale du royaume des Asturies. La vallée de l'Èbre dans La Rioja est le couloir de la plupart des razzias musulmanes contre l'Alava et la Castille est jalonnée de forteresses comme Pancorbo, Cellorigo, Ibrillos, Grañón, etc.
À l’époque de Rodrigo de Castille, et après la campagne victorieuse contre Albelda (859), forteresse de Musa ibn Musa (Musa II le Grand), les Asturiens s’emparèrent d’une multitude de forteresses dans la zone comme Cerezo de Río Tirón, Castil de Carrias (es), Ibrillos et Grañón. Toutefois, cette défaite des Banu Qasí et le décès de Musa ibn Musa (862) a aussi profité à Muhammad Ier pour contrôler ces terres. C'est pourquoi il a mené différentes attaques dans cette zone. La première en 863, pendant laquelle Ibn Idhari dit que ses armées mettent en échec dix-neuf comtes, sans toutefois qu'il ait des bénéfices territoriaux. La suivante, en 865, est plus importante et les Maures vont jusqu'au Salines d'Añana, remportant au passage la bataille de la Morcuera (es) (entre Foncea et Bugedo, près de Miranda de Ebro) qui oblige les Castillans à se replier et se traduit par la perte de certaines des forteresses précédemment conquises, concrètement de Cerezo de Río Tirón, Ibrillos et Grañón. Muhammad Ier profite de cette faiblesse de ses ennemis pour organiser de nouvelles attaques en 866 et 867.

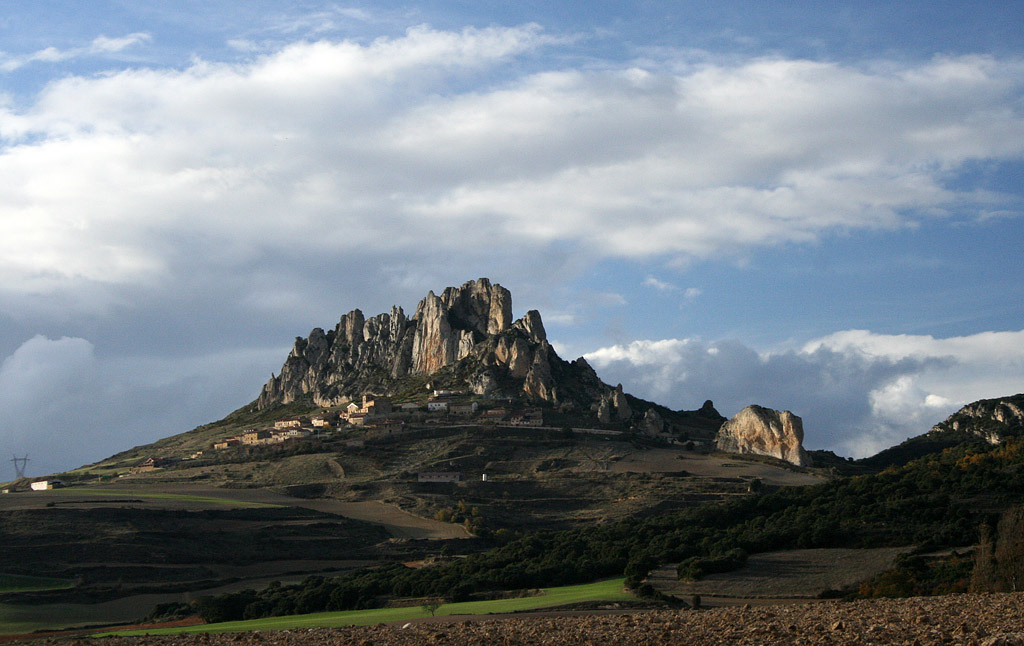
Cellorigo est à cette époque une forteresse d’une grande importance stratégique.

À cette époque, il y une pause dans les attaques des Maures. Muhammad Ier doit affronter de nombreuses rébellions internes, dont celle des fils de Musa ibn Musa. En 871, ils se soulèvent contre le pouvoir central, Ismael ben Qasí à Saragosse, Fortún ben Qasí à Tolède et un neveu de ce dernier, Muhammad ben Lope, à Borja et Rueda. Alphonse III des Asturies va prêter son appui à toutes ces luttes. À partir du 873, Muhammad Ier attaque ces poches de résistance.
Mais voyant que l'alliance des chrétiens et des Banu Qasi est solide, il essaie d'attaquer les deux ennemis à la fois. En 882, il entame une campagne contre les Banu Qasi. Ismael et Fortún résistent mais Muhammad ben Lope se rend, et accompagne son prince vers la marche orientale du royaume des Asturies. En remontant l'Èbre, ils se dirigent d'abord sur Cellorigo défendue par Vela Jiménez (es), qui résiste à l'attaque lors de la bataille de Cellorigo (es) ; quelques jours plus tard ils avancent sur Pancorbo, défendue par Diego Rodriguez, qui les repousse lui-aussi. En voyant que l'entrée par les Monts Obarenes est impossible, ils se dirigent vers une zone récemment occupée par les Castillans : les nouvelles forteresses des bords de l'Arlanzón, qui ne sont pas suffisamment organisés. Munio Núñez de Castille, chargé de la défense de Castrogeriz doit l'abandonner.

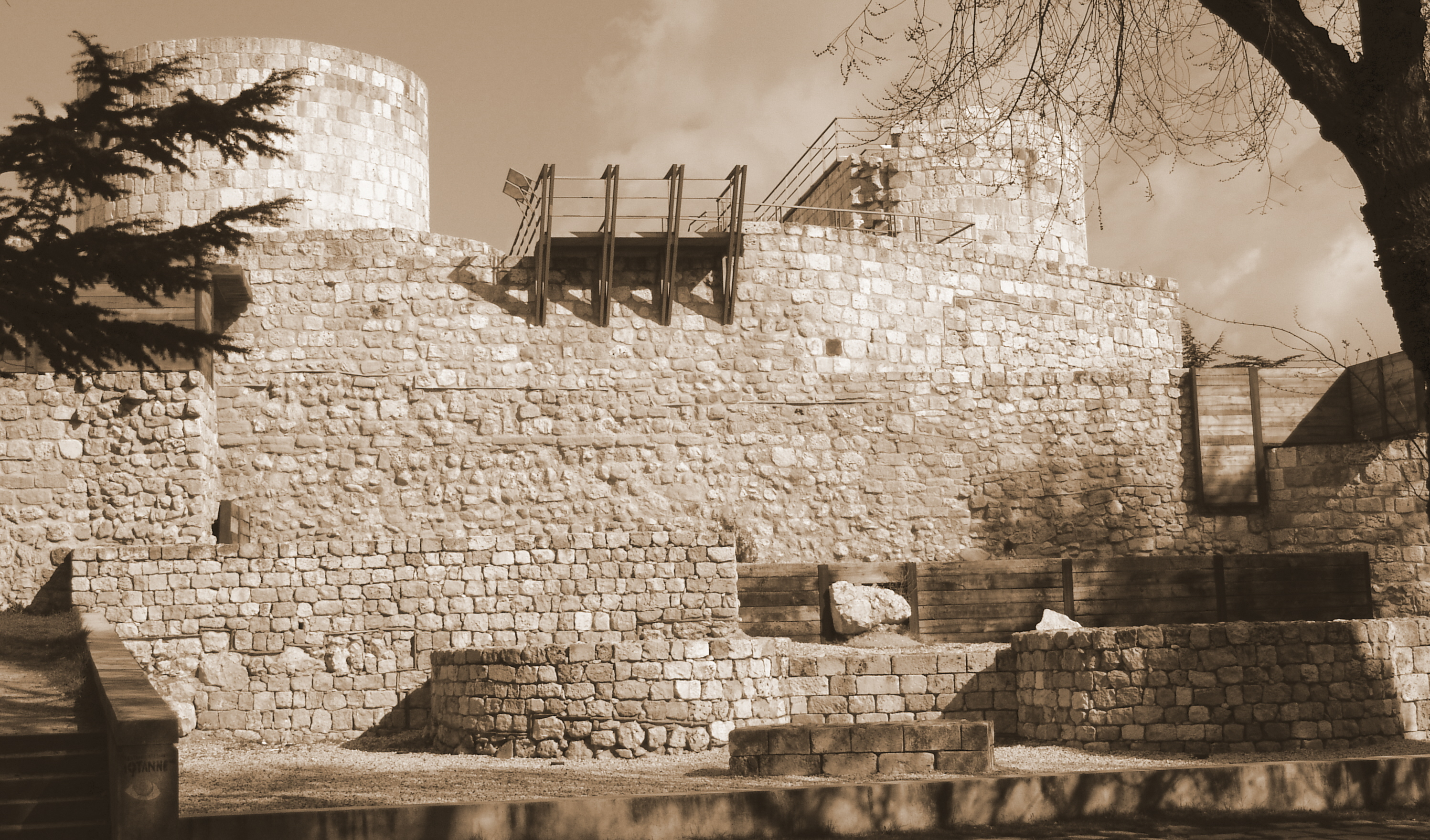
Ruines du château de Burgos bâti par ce comte.

Depuis ce moment, les seules attaques dont vont souffrir l'Alava et la Castille vont être celles dirigées par le Banu Qasi Muhammad ben Lope. Mais après sa trahison de l’alliance entre Alfonso III et ses frères, Muhammad ben Lope se rebelle à nouveau contre Cordoue, et met en échec ses parents. Il prend le contrôle d'un vaste territoire qui comprend  Tolède, Valtierra, Saragosse, Tolède et San Esteban de Deyo, près d'Estella. Les troupes du comté d’Alava et les Castillans effectuent un raid sur ses territoires en 883, pour se venger de ces attaques contre les comtés chrétiens. Toutefois, il demande à nouveau l'aide des Asturiens en 884, mais elle ne lui est pas accordée. Cette même année, il est battu par Muhammad Ier.
Au début du règne de Diego Porcelos, il y a deux positions castillanes qui sont déjà inamovibles : Pancorbo dans des mains castillanes et Cellorigo dans des mains de l’Alava. Du côté musulman Ibrillos et Gruau sont les deux places les plus importantes et ne sont pas conquises jusqu'au début du Xe siècle. Le reste des forteresses change de mains à plusieurs occasions, mais les Castillans peu à peu deviennent plus puissants dans certaines d’entre elles comme Cerezo de Río Tirón et Castil de Carrias. Cela permet d’implanter des colonies de repeuplement chrétiennes dans la zone de Villafranca Montes de Oca.

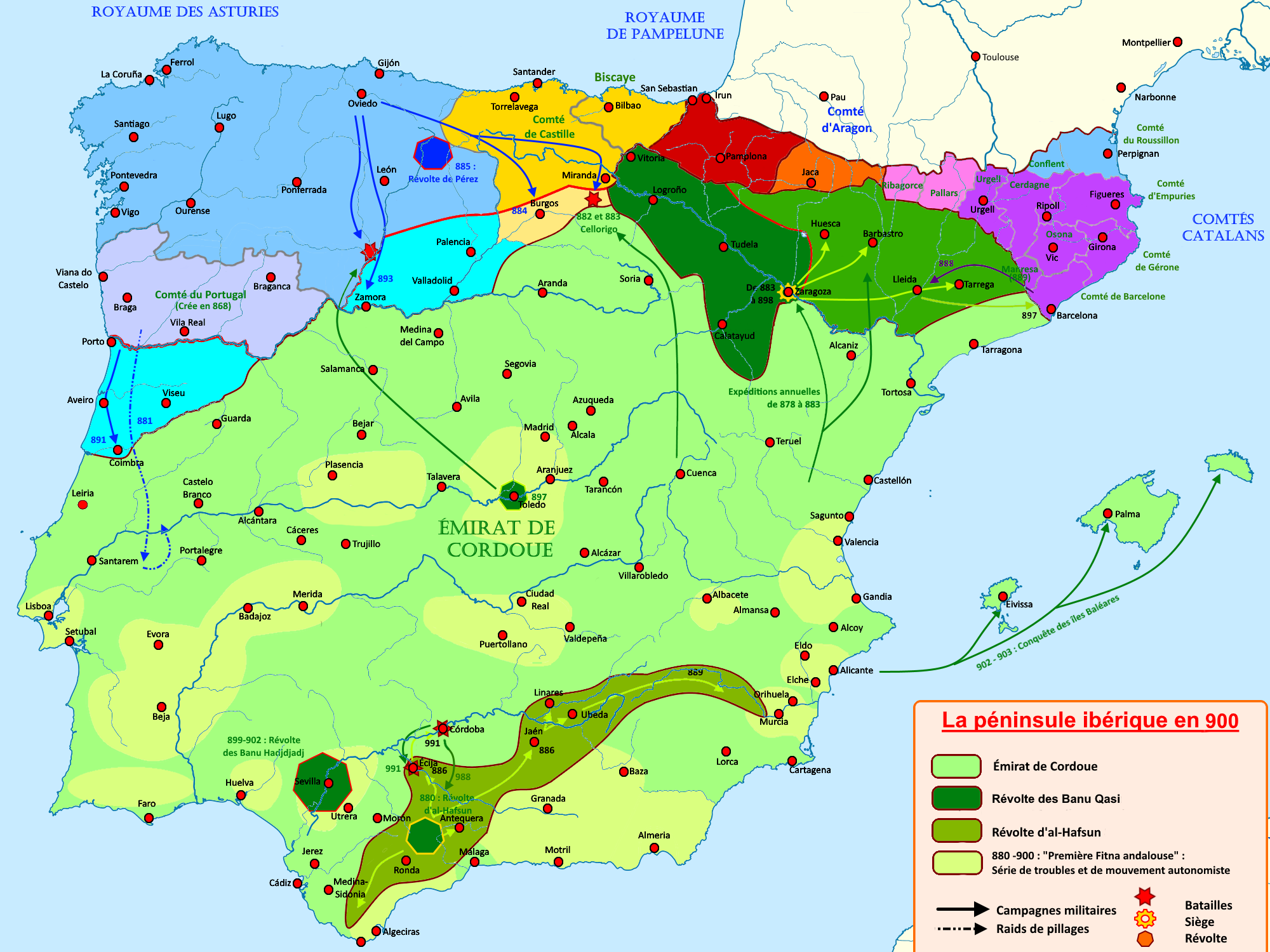
Comté de Castille de 875 à 900.

### Restauration du siège épiscopal d'Oca
Oca est l'ancienne Auca Patricia, siège épiscopal à l’époque wisigothe. Il est possible que dans cette zone soient restées des populations chrétiennes protégées par des fortifications, mais ne faisant pas partie du royaume des Asturies, comme à San Miguel de Pedroso. Toutefois, du fait du comte Diego Rodriguez, la ville et sa région sont rattachées au royaume asturien.
Le repeuplement se produit entre les années 873 et 880. Le siège épiscopal d’Oca atteint son apogée sous le règne du comte Diego et il est en outre favorisé par les nombreuses donations du comte. Cette générosité est certainement due au fait que dans l'évêché de Valpuesta son autorité ne soit pas reconnue ; comme le confirment deux documents un de 875, dans lequel le presbytère Emérito fait don de divers biens au monastère de San Cosme et San Damián ; et un autre daté de 884 dans lequel le presbytère Sisnando livre des possessions au monastère de San Emeterio et Celedonio de Taranco.

#### La ligne frontalière de l'Arlanzón

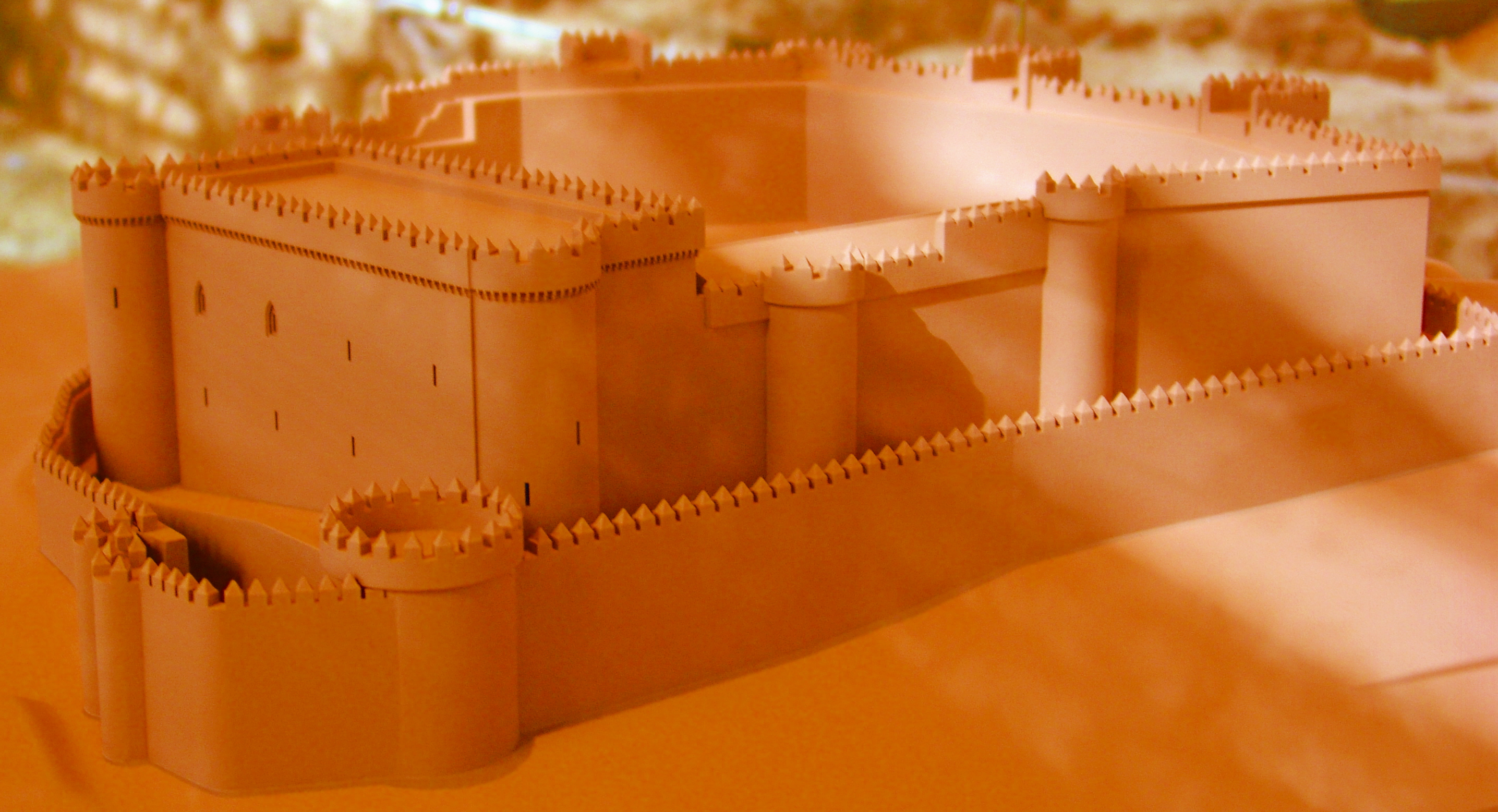
Les forteresses de la ligne frontalière de l'Arlanzón ne sont certainement pas aussi imposantes que le château du futur roi Alphonse X de Castille à Burgos.

L'expansion continue vers le sud et arrive sur les bords de la rivière Arlanzón. Les Annales castillanes nous donnent la date de 882 pour le repeuplement de Ubierna et Burgos par le comte Diego Rodriguez. Et cette même année, il repeuple Castrogeriz, l'ancien Castrum Sigerici visigodo. Toutefois, toujours en 882, les Sarrasins détruisent cette nouvelle zone de forteresses et obligent le futur comte Munio Núñez de Castille, chargé de la défense de Castrogeriz, à abandonner la forteresse. Mais il est sûr que dès 884 ces places sont renforcées.
Il paraît probable que Diego Rodriguez soit aussi le fondateur de nouvelles villes proches à Castrogeriz, Villadiego, qui apparaît dans les documents depuis les débuts du Xe siècle.
Par conséquent la nouvelle frontière va avoir des forteresses dont la date de la fondation est connue comme Castrogeriz, Ubierna et Burgos, mais il est presque certain que beaucoup d’autres sont construites à cette époque. Fray Juste Pérez d'Urbel (en) cite : Castrillo de Río Pisuerga, Castrogeriz, Torres de Villasandino, Castrillo de Matajudíos, Castrillo de Murcia, orres de Hornillos, Castrillo de Tardajos, Castrillo de Muñó, Burgos, Celada de la Torre, Castrillo de Arlanzón, Castrillo de la Vega, Castrillo del Val, Castrillo de Verrocue, Torrepadierne, Pampliega et Torre de Doña Imblo.
À la page 205 de Lafuente nous lisons : …après une période de paix, le roi Alfonso charge le comte Diego Rodriguez de construire une forteresse et une ville. En 884, le comte Diego Rodriguez Porcelos choisit une petite colline au nord du fleuve d'Arlanzón pour construire la forteresse, l'entourant avec six groupes de maisons dominant la vallée. Toutefois, c'est un fait admis par les historiens que Burgos a existé beaucoup de siècles avant cette fondation officielle. En 864, un autre seigneur appelé Gundisalviz avait défendu le village existant contre les Maures. Le comte Diego Porcelos n'est pas vraiment le fondateur de Burgos, mais il repeuple la ville et bâtit une forteresse.

### Les zones d’ombres sur la fin de Diego

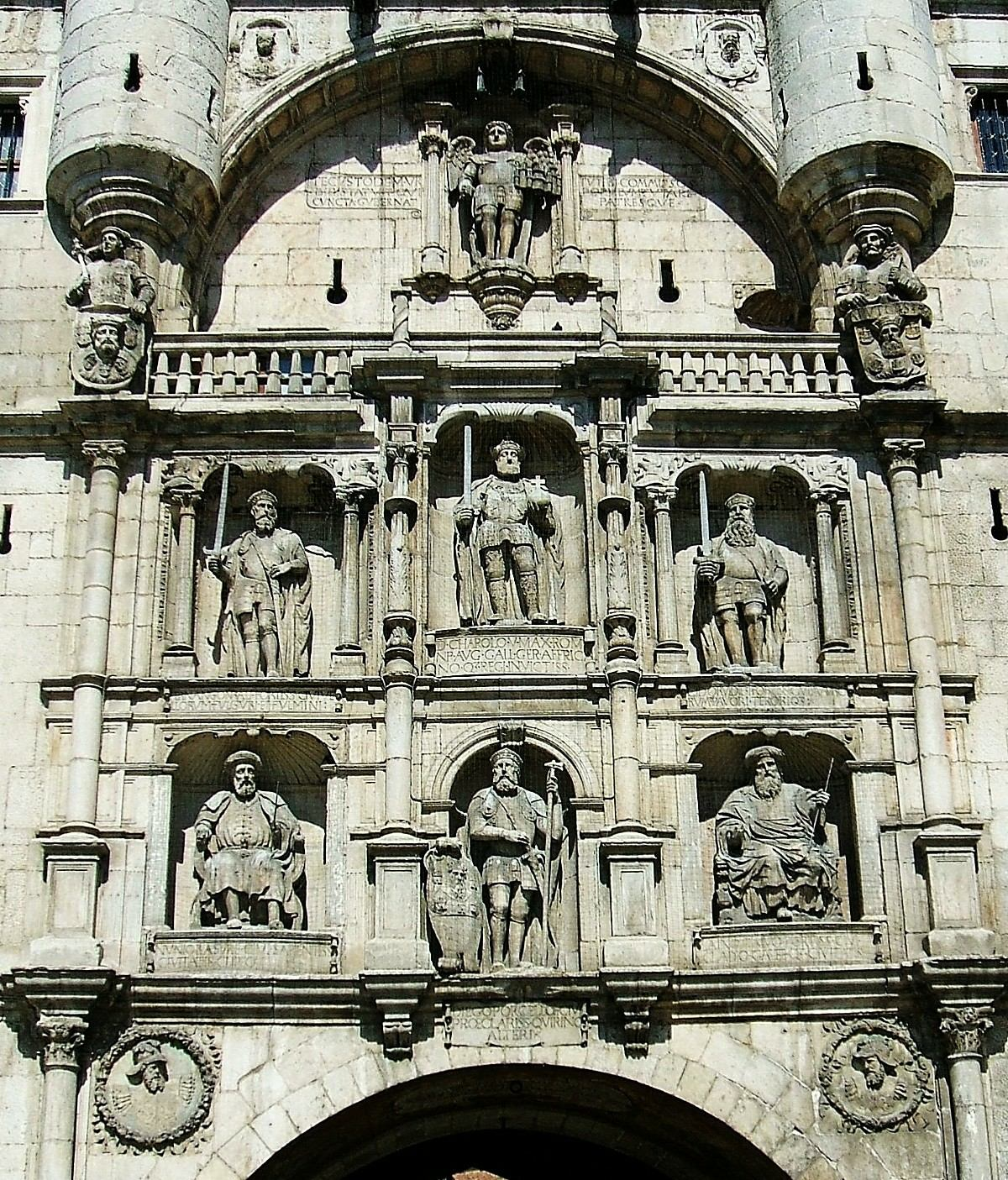
Arco de Santa María, Burgos.

Il n'existe pas une date officielle du décès de Diego Rodriguez. Apparemment il est mort exécuté et assassiné. En effet, en 885, une rébellion éclate contre le roi Alphonse III des Asturies, menée par le comte Hermenegildo Pérez, fils de Pedro Theón. Or, Pedro Theón, comme Rodrigo de Castille, ont été les fidèles vassaux des rois et leurs fils leur ont succédé. Il est probable que Diego ayant soutenu cette fronde ait connu le même sort que les autres nobles : Hermenegildo Pérez, Hanno… c'est-à-dire l’exécution.
La Chronica Naierensis (es) nous dit que le comte Diego est décédé à Cornudilla (es) (province de Burgos le 31 janvier 885. Le comte est sûrement enterré à Cornudilla (es) ou dans l'église de San Felices de Villafranca Montes de Oca.
Place San Juán à Burgos, il existe une statue équestre de Diego et une autre au niveau de l'arc de Santa María dans la même ville.
Après sa mort, la Castille sera divisée en beaucoup de comtés jusqu'en 932.

## Mariage et descendance
Diego de Castille est peut-être marié à Ansura Fernandez' fille de Fernan Ansurez et de Numa Moniz de Brañosera. Ils ont huit enfants :
- Rodrigo Diaz, el Abolmondar († après 932), fait ou confirme des donations. Il est marié à Justa ;
- Gonzalo Diaz fait une donation en 921. Il est marié à Maria ;
- Marello Diaz ;
- Diego Diaz († 945) ;
- Fernando Diaz de Lantarón y Cerezo († 923), comte de Lantaron et de Castille, participe à la conquête de La Rioja aux côtés de Ordoño II de León et Sanche Ier de Navarre ;
- Gutina Díaz, mariée à Fernando Nuñez le noir, ou el Castrosiero, frère de Munio Núñez de Castille ;
- Ansura mariée à Nuño Ordóñez de Asturias, fils du roi Ordoño Ier d'Oviedo ;
- Gomez Díaz, marié à Alduara, a 4 enfants, dont Fronilde Gómez mariée à Gozalo Fernandez, l’un des fils du comte Ferdinand Gonzalez de Castille[5].

C’est Munio Núñez de Castille, qui passe pour être marié à une sœur de Diego, qui lui succède, mais il semble en réalité que le comté de Castille soit morcelé à sa mort du fait de sa rébellion.
Amboise Morales et d’autres historiens et généalogistes pensent que la famille des Porcellets, une des grandes et illustres dynasties de Provence, descend de Diego Porcelos.
Selon l'historien et généalogiste, Louis Moréri, son nom de Porcelos lui vient d’une légende. Paterna, sa mère, comtesse de Castille marchant près du château de son mari est approchée par la femme d’un mendiant. La femme dit à la comtesse qu'à moins qu'elle lui donne de l’argent, elle mettra au monde sept enfants comme les truies et qu’ils se transformeront en porcelets. Le reste de la légende est peu claire, nous pouvons supposer que la comtesse n'a rien donné à la pauvre femme et c'est pourquoi, elle met au monde quelques mois plus tard au lieu d’un bébé, plusieurs. Le seul survivant, Diego Rodriguez est donc connu par ce nom de famille de Porcelos, le mot castillan pour le porcelet… un surnom. Nous retrouvons la même légende pour la famille des Porcellets.
À la page 204 du livre de Lafuente nous pouvons lire, une autre version : en 882 l'émir de Cordoue attaque la forteresse importante de Pancorbo, au nord-ouest de Burgos. Diego réussit à la défendre, d’où  le surnom Porcelos-Pancorbo.

## Arbre généalogique de sa famille
| Urraca (?) Galicienne | Urraca (?) Galicienne | Urraca (?) Galicienne | Urraca (?) Galicienne | Urraca (?) Galicienne | Urraca (?) Galicienne |  |  |  |  |  |  |                                 |                                 |                                 |                                 |                                 |                                 |                                            |                                            |                                            |                                            |                                            |                                            | Ramire Ier roi d'Oviedo († 850)       | Ramire Ier roi d'Oviedo († 850)       | Ramire Ier roi d'Oviedo († 850)       | Ramire Ier roi d'Oviedo († 850)       | Ramire Ier roi d'Oviedo († 850)       | Ramire Ier roi d'Oviedo († 850)       |                                 |                                 |                                 |                                 |                                 |                                 |                                  |                              |                              |                              |                              |                              |                                 |                                |                                |                                |                                |                                | Paterna de Castille († 848)          | Paterna de Castille († 848)          | Paterna de Castille († 848)          | Paterna de Castille († 848)          | Paterna de Castille († 848)          | Paterna de Castille († 848)          |                                              |                                              |                                              |                                              |                                              |                                              |            |            |            |            |            |            |                                  |                                  |                                  |                                  |                                  |                                  |  |  |  |  |  |  |  |  |  |  |  |  |  |  |
| Urraca (?) Galicienne | Urraca (?) Galicienne | Urraca (?) Galicienne | Urraca (?) Galicienne | Urraca (?) Galicienne | Urraca (?) Galicienne |  |  |  |  |  |  |                                 |                                 |                                 |                                 |                                 |                                 |                                            |                                            |                                            |                                            |                                            |                                            | Ramire Ier roi d'Oviedo († 850)       | Ramire Ier roi d'Oviedo († 850)       | Ramire Ier roi d'Oviedo († 850)       | Ramire Ier roi d'Oviedo († 850)       | Ramire Ier roi d'Oviedo († 850)       | Ramire Ier roi d'Oviedo († 850)       |                                 |                                 |                                 |                                 |                                 |                                 |                                  |                              |                              |                              |                              |                              |                                 |                                |                                |                                |                                |                                | Paterna de Castille († 848)          | Paterna de Castille († 848)          | Paterna de Castille († 848)          | Paterna de Castille († 848)          | Paterna de Castille († 848)          | Paterna de Castille († 848)          |                                              |                                              |                                              |                                              |                                              |                                              |            |            |            |            |            |            |                                  |                                  |                                  |                                  |                                  |                                  |  |  |  |  |  |  |  |  |  |  |  |  |  |  |
|                       |                       |                       |                       |                       |                       |  |  |  |  |  |  |                                 |                                 |                                 |                                 |                                 |                                 |                                            |                                            |                                            |                                            |                                            |                                            |                                       |                                       |                                       |                                       |                                       |                                       |                                 |                                 |                                 |                                 |                                 |                                 |                                  |                              |                              |                              |                              |                              |                                 |                                |                                |                                |                                |                                |                                      |                                      |                                      |                                      |                                      |                                      |                                              |                                              |                                              |                                              |                                              |                                              |            |            |            |            |            |            |                                  |                                  |                                  |                                  |                                  |                                  |  |  |  |  |  |  |  |  |  |  |  |  |  |  |
|                       |                       |                       |                       |                       |                       |  |  |  |  |  |  | Ordoño Ier roi d'Oviedo († 866) | Ordoño Ier roi d'Oviedo († 866) | Ordoño Ier roi d'Oviedo († 866) | Ordoño Ier roi d'Oviedo († 866) | Ordoño Ier roi d'Oviedo († 866) | Ordoño Ier roi d'Oviedo († 866) |                                            |                                            |                                            |                                            |                                            |                                            |                                       |                                       |                                       |                                       |                                       |                                       |                                 |                                 |                                 |                                 |                                 |                                 | Rodrigo cte Castille († 863)     | Rodrigo cte Castille († 863) | Rodrigo cte Castille († 863) | Rodrigo cte Castille († 863) | Rodrigo cte Castille († 863) | Rodrigo cte Castille († 863) |                                 |                                |                                |                                |                                |                                |                                      |                                      |                                      |                                      |                                      |                                      |                                              |                                              |                                              |                                              |                                              |                                              |            |            |            |            |            |            |                                  |                                  |                                  |                                  |                                  |                                  |  |  |  |  |  |  |  |  |  |  |  |  |  |  |
|                       |                       |                       |                       |                       |                       |  |  |  |  |  |  | Ordoño Ier roi d'Oviedo († 866) | Ordoño Ier roi d'Oviedo († 866) | Ordoño Ier roi d'Oviedo († 866) | Ordoño Ier roi d'Oviedo († 866) | Ordoño Ier roi d'Oviedo († 866) | Ordoño Ier roi d'Oviedo († 866) |                                            |                                            |                                            |                                            |                                            |                                            |                                       |                                       |                                       |                                       |                                       |                                       |                                 |                                 |                                 |                                 |                                 |                                 | Rodrigo cte Castille († 863)     | Rodrigo cte Castille († 863) | Rodrigo cte Castille († 863) | Rodrigo cte Castille († 863) | Rodrigo cte Castille († 863) | Rodrigo cte Castille († 863) |                                 |                                |                                |                                |                                |                                |                                      |                                      |                                      |                                      |                                      |                                      |                                              |                                              |                                              |                                              |                                              |                                              |            |            |            |            |            |            |                                  |                                  |                                  |                                  |                                  |                                  |  |  |  |  |  |  |  |  |  |  |  |  |  |  |
|                       |                       |                       |                       |                       |                       |  |  |  |  |  |  |                                 |                                 |                                 |                                 |                                 |                                 |                                            |                                            |                                            |                                            |                                            |                                            |                                       |                                       |                                       |                                       |                                       |                                       |                                 |                                 |                                 |                                 |                                 |                                 |                                  |                              |                              |                              |                              |                              |                                 |                                |                                |                                |                                |                                |                                      |                                      |                                      |                                      |                                      |                                      |                                              |                                              |                                              |                                              |                                              |                                              |            |            |            |            |            |            |                                  |                                  |                                  |                                  |                                  |                                  |  |  |  |  |  |  |  |  |  |  |  |  |  |  |
|                       |                       |                       |                       |                       |                       |  |  |  |  |  |  |                                 |                                 |                                 |                                 |                                 |                                 |                                            |                                            |                                            |                                            |                                            |                                            | Diego "Porcelos" cte Castille († 885) | Diego "Porcelos" cte Castille († 885) | Diego "Porcelos" cte Castille († 885) | Diego "Porcelos" cte Castille († 885) | Diego "Porcelos" cte Castille († 885) | Diego "Porcelos" cte Castille († 885) |                                 |                                 |                                 |                                 |                                 |                                 |                                  |                              |                              |                              |                              |                              |                                 |                                |                                |                                |                                |                                | Nuño Rasura juge de Castille († 865) | Nuño Rasura juge de Castille († 865) | Nuño Rasura juge de Castille († 865) | Nuño Rasura juge de Castille († 865) | Nuño Rasura juge de Castille († 865) | Nuño Rasura juge de Castille († 865) |                                              |                                              |                                              |                                              |                                              |                                              |            |            |            |            |            |            |                                  |                                  |                                  |                                  |                                  |                                  |  |  |  |  |  |  |  |  |  |  |  |  |  |  |
|                       |                       |                       |                       |                       |                       |  |  |  |  |  |  |                                 |                                 |                                 |                                 |                                 |                                 |                                            |                                            |                                            |                                            |                                            |                                            | Diego "Porcelos" cte Castille († 885) | Diego "Porcelos" cte Castille († 885) | Diego "Porcelos" cte Castille († 885) | Diego "Porcelos" cte Castille († 885) | Diego "Porcelos" cte Castille († 885) | Diego "Porcelos" cte Castille († 885) |                                 |                                 |                                 |                                 |                                 |                                 |                                  |                              |                              |                              |                              |                              |                                 |                                |                                |                                |                                |                                | Nuño Rasura juge de Castille († 865) | Nuño Rasura juge de Castille († 865) | Nuño Rasura juge de Castille († 865) | Nuño Rasura juge de Castille († 865) | Nuño Rasura juge de Castille († 865) | Nuño Rasura juge de Castille († 865) |                                              |                                              |                                              |                                              |                                              |                                              |            |            |            |            |            |            |                                  |                                  |                                  |                                  |                                  |                                  |  |  |  |  |  |  |  |  |  |  |  |  |  |  |
|                       |                       |                       |                       |                       |                       |  |  |  |  |  |  |                                 |                                 |                                 |                                 |                                 |                                 |                                            |                                            |                                            |                                            |                                            |                                            |                                       |                                       |                                       |                                       |                                       |                                       |                                 |                                 |                                 |                                 |                                 |                                 |                                  |                              |                              |                              |                              |                              |                                 |                                |                                |                                |                                |                                |                                      |                                      |                                      |                                      |                                      |                                      |                                              |                                              |                                              |                                              |                                              |                                              |            |            |            |            |            |            |                                  |                                  |                                  |                                  |                                  |                                  |  |  |  |  |  |  |  |  |  |  |  |  |  |  |
|                       |                       |                       |                       |                       |                       |  |  |  |  |  |  |                                 |                                 |                                 |                                 |                                 |                                 | Fernando Diaz de Lantarón y Cerezo († 921) | Fernando Diaz de Lantarón y Cerezo († 921) | Fernando Diaz de Lantarón y Cerezo († 921) | Fernando Diaz de Lantarón y Cerezo († 921) | Fernando Diaz de Lantarón y Cerezo († 921) | Fernando Diaz de Lantarón y Cerezo († 921) |                                       |                                       |                                       |                                       |                                       |                                       | Gutina                          | Gutina                          | Gutina                          | Gutina                          | Gutina                          | Gutina                          |                                  |                              |                              |                              |                              |                              | Fernando Nunez Niger            | Fernando Nunez Niger           | Fernando Nunez Niger           | Fernando Nunez Niger           | Fernando Nunez Niger           | Fernando Nunez Niger           |                                      |                                      |                                      |                                      |                                      |                                      | Munio Núñez de Castille cte Castille († 915) | Munio Núñez de Castille cte Castille († 915) | Munio Núñez de Castille cte Castille († 915) | Munio Núñez de Castille cte Castille († 915) | Munio Núñez de Castille cte Castille († 915) | Munio Núñez de Castille cte Castille († 915) |            |            |            |            |            |            | Ne                               | Ne                               | Ne                               | Ne                               | Ne                               | Ne                               |  |  |  |  |  |  |  |  |  |  |  |  |  |  |
|                       |                       |                       |                       |                       |                       |  |  |  |  |  |  |                                 |                                 |                                 |                                 |                                 |                                 | Fernando Diaz de Lantarón y Cerezo († 921) | Fernando Diaz de Lantarón y Cerezo († 921) | Fernando Diaz de Lantarón y Cerezo († 921) | Fernando Diaz de Lantarón y Cerezo († 921) | Fernando Diaz de Lantarón y Cerezo († 921) | Fernando Diaz de Lantarón y Cerezo († 921) |                                       |                                       |                                       |                                       |                                       |                                       | Gutina                          | Gutina                          | Gutina                          | Gutina                          | Gutina                          | Gutina                          |                                  |                              |                              |                              |                              |                              | Fernando Nunez Niger            | Fernando Nunez Niger           | Fernando Nunez Niger           | Fernando Nunez Niger           | Fernando Nunez Niger           | Fernando Nunez Niger           |                                      |                                      |                                      |                                      |                                      |                                      | Munio Núñez de Castille cte Castille († 915) | Munio Núñez de Castille cte Castille († 915) | Munio Núñez de Castille cte Castille († 915) | Munio Núñez de Castille cte Castille († 915) | Munio Núñez de Castille cte Castille († 915) | Munio Núñez de Castille cte Castille († 915) |            |            |            |            |            |            | Ne                               | Ne                               | Ne                               | Ne                               | Ne                               | Ne                               |  |  |  |  |  |  |  |  |  |  |  |  |  |  |
|                       |                       |                       |                       |                       |                       |  |  |  |  |  |  |                                 |                                 |                                 |                                 |                                 |                                 |                                            |                                            |                                            |                                            |                                            |                                            |                                       |                                       |                                       |                                       |                                       |                                       |                                 |                                 |                                 |                                 |                                 |                                 |                                  |                              |                              |                              |                              |                              |                                 |                                |                                |                                |                                |                                |                                      |                                      |                                      |                                      |                                      |                                      |                                              |                                              |                                              |                                              |                                              |                                              |            |            |            |            |            |            |                                  |                                  |                                  |                                  |                                  |                                  |  |  |  |  |  |  |  |  |  |  |  |  |  |  |
|                       |                       |                       |                       |                       |                       |  |  |  |  |  |  |                                 |                                 |                                 |                                 |                                 |                                 |                                            |                                            |                                            |                                            |                                            |                                            |                                       |                                       |                                       |                                       |                                       |                                       |                                 |                                 |                                 |                                 |                                 |                                 | Gonzalo cte Castille († 932)     | Gonzalo cte Castille († 932) | Gonzalo cte Castille († 932) | Gonzalo cte Castille († 932) | Gonzalo cte Castille († 932) | Gonzalo cte Castille († 932) |                                 |                                |                                |                                |                                |                                |                                      |                                      |                                      |                                      |                                      |                                      |                                              |                                              |                                              |                                              |                                              |                                              | Muniadomna | Muniadomna | Muniadomna | Muniadomna | Muniadomna | Muniadomna |                                  |                                  |                                  |                                  |                                  |                                  |  |  |  |  |  |  |  |  |  |  |  |  |  |  |
|                       |                       |                       |                       |                       |                       |  |  |  |  |  |  |                                 |                                 |                                 |                                 |                                 |                                 |                                            |                                            |                                            |                                            |                                            |                                            |                                       |                                       |                                       |                                       |                                       |                                       |                                 |                                 |                                 |                                 |                                 |                                 | Gonzalo cte Castille († 932)     | Gonzalo cte Castille († 932) | Gonzalo cte Castille († 932) | Gonzalo cte Castille († 932) | Gonzalo cte Castille († 932) | Gonzalo cte Castille († 932) |                                 |                                |                                |                                |                                |                                |                                      |                                      |                                      |                                      |                                      |                                      |                                              |                                              |                                              |                                              |                                              |                                              | Muniadomna | Muniadomna | Muniadomna | Muniadomna | Muniadomna | Muniadomna |                                  |                                  |                                  |                                  |                                  |                                  |  |  |  |  |  |  |  |  |  |  |  |  |  |  |
|                       |                       |                       |                       |                       |                       |  |  |  |  |  |  |                                 |                                 |                                 |                                 |                                 |                                 |                                            |                                            |                                            |                                            |                                            |                                            |                                       |                                       |                                       |                                       |                                       |                                       |                                 |                                 |                                 |                                 |                                 |                                 |                                  |                              |                              |                              |                              |                              |                                 |                                |                                |                                |                                |                                |                                      |                                      |                                      |                                      |                                      |                                      |                                              |                                              |                                              |                                              |                                              |                                              |            |            |            |            |            |            |                                  |                                  |                                  |                                  |                                  |                                  |  |  |  |  |  |  |  |  |  |  |  |  |  |  |
|                       |                       |                       |                       |                       |                       |  |  |  |  |  |  |                                 |                                 |                                 |                                 |                                 |                                 |                                            |                                            |                                            |                                            |                                            |                                            |                                       |                                       |                                       |                                       |                                       |                                       |                                 |                                 |                                 |                                 |                                 |                                 |                                  |                              |                              |                              |                              |                              |                                 |                                |                                |                                |                                |                                | Ferdinand cte Castille († 970)       |                                      |                                      |                                      |                                      |                                      |                                              |                                              |                                              |                                              |                                              |                                              |            |            |            |            |            |            |                                  |                                  |                                  |                                  |                                  |                                  |  |  |  |  |  |  |  |  |  |  |  |  |  |  |
|                       |                       |                       |                       |                       |                       |  |  |  |  |  |  |                                 |                                 |                                 |                                 |                                 |                                 |                                            |                                            |                                            |                                            |                                            |                                            |                                       |                                       |                                       |                                       |                                       |                                       |                                 |                                 |                                 |                                 |                                 |                                 |                                  |                              |                              |                              |                              |                              |                                 |                                |                                |                                |                                |                                |                                      |                                      |                                      |                                      |                                      |                                      |                                              |                                              |                                              |                                              |                                              |                                              |            |            |            |            |            |            |                                  |                                  |                                  |                                  |                                  |                                  |  |  |  |  |  |  |  |  |  |  |  |  |  |  |
|                       |                       |                       |                       |                       |                       |  |  |  |  |  |  |                                 |                                 |                                 |                                 |                                 |                                 |                                            |                                            |                                            |                                            |                                            |                                            |                                       |                                       |                                       |                                       |                                       |                                       |                                 |                                 |                                 |                                 |                                 |                                 |                                  |                              |                              |                              |                              |                              |                                 |                                |                                |                                |                                |                                |                                      |                                      |                                      |                                      |                                      |                                      |                                              |                                              |                                              |                                              |                                              |                                              |            |            |            |            |            |            |                                  |                                  |                                  |                                  |                                  |                                  |  |  |  |  |  |  |  |  |  |  |  |  |  |  |
|                       |                       |                       |                       |                       |                       |  |  |  |  |  |  |                                 |                                 |                                 |                                 |                                 |                                 |                                            |                                            |                                            |                                            |                                            |                                            |                                       |                                       |                                       |                                       |                                       |                                       |                                 |                                 |                                 |                                 |                                 |                                 |                                  |                              |                              |                              |                              |                              | García Ier cte Castille († 995) |                                |                                |                                |                                |                                |                                      |                                      |                                      |                                      |                                      |                                      |                                              |                                              |                                              |                                              |                                              |                                              |            |            |            |            |            |            |                                  |                                  |                                  |                                  |                                  |                                  |  |  |  |  |  |  |  |  |  |  |  |  |  |  |
|                       |                       |                       |                       |                       |                       |  |  |  |  |  |  |                                 |                                 |                                 |                                 |                                 |                                 |                                            |                                            |                                            |                                            |                                            |                                            |                                       |                                       |                                       |                                       |                                       |                                       |                                 |                                 |                                 |                                 |                                 |                                 |                                  |                              |                              |                              |                              |                              |                                 |                                |                                |                                |                                |                                |                                      |                                      |                                      |                                      |                                      |                                      |                                              |                                              |                                              |                                              |                                              |                                              |            |            |            |            |            |            |                                  |                                  |                                  |                                  |                                  |                                  |  |  |  |  |  |  |  |  |  |  |  |  |  |  |
|                       |                       |                       |                       |                       |                       |  |  |  |  |  |  |                                 |                                 |                                 |                                 |                                 |                                 |                                            |                                            |                                            |                                            |                                            |                                            |                                       |                                       |                                       |                                       |                                       |                                       |                                 |                                 |                                 |                                 |                                 |                                 |                                  |                              |                              |                              |                              |                              |                                 |                                |                                |                                |                                |                                |                                      |                                      |                                      |                                      |                                      |                                      |                                              |                                              |                                              |                                              |                                              |                                              |            |            |            |            |            |            |                                  |                                  |                                  |                                  |                                  |                                  |  |  |  |  |  |  |  |  |  |  |  |  |  |  |
|                       |                       |                       |                       |                       |                       |  |  |  |  |  |  |                                 |                                 |                                 |                                 |                                 |                                 |                                            |                                            |                                            |                                            |                                            |                                            |                                       |                                       |                                       |                                       |                                       |                                       |                                 |                                 |                                 |                                 |                                 |                                 | Sanche Ier cte Castille († 1017) |                              |                              |                              |                              |                              |                                 |                                |                                |                                |                                |                                |                                      |                                      |                                      |                                      |                                      |                                      |                                              |                                              |                                              |                                              |                                              |                                              |            |            |            |            |            |            |                                  |                                  |                                  |                                  |                                  |                                  |  |  |  |  |  |  |  |  |  |  |  |  |  |  |
|                       |                       |                       |                       |                       |                       |  |  |  |  |  |  |                                 |                                 |                                 |                                 |                                 |                                 |                                            |                                            |                                            |                                            |                                            |                                            |                                       |                                       |                                       |                                       |                                       |                                       |                                 |                                 |                                 |                                 |                                 |                                 |                                  |                              |                              |                              |                              |                              |                                 |                                |                                |                                |                                |                                |                                      |                                      |                                      |                                      |                                      |                                      |                                              |                                              |                                              |                                              |                                              |                                              |            |            |            |            |            |            |                                  |                                  |                                  |                                  |                                  |                                  |  |  |  |  |  |  |  |  |  |  |  |  |  |  |
|                       |                       |                       |                       |                       |                       |  |  |  |  |  |  |                                 |                                 |                                 |                                 |                                 |                                 |                                            |                                            |                                            |                                            |                                            |                                            |                                       |                                       |                                       |                                       |                                       |                                       |                                 |                                 |                                 |                                 |                                 |                                 |                                  |                              |                              |                              |                              |                              |                                 |                                |                                |                                |                                |                                |                                      |                                      |                                      |                                      |                                      |                                      |                                              |                                              |                                              |                                              |                                              |                                              |            |            |            |            |            |            |                                  |                                  |                                  |                                  |                                  |                                  |  |  |  |  |  |  |  |  |  |  |  |  |  |  |
|                       |                       |                       |                       |                       |                       |  |  |  |  |  |  |                                 |                                 |                                 |                                 |                                 |                                 |                                            |                                            |                                            |                                            |                                            |                                            |                                       |                                       |                                       |                                       |                                       |                                       | García II cte Castille († 1029) | García II cte Castille († 1029) | García II cte Castille († 1029) | García II cte Castille († 1029) | García II cte Castille († 1029) | García II cte Castille († 1029) |                                  |                              |                              |                              |                              |                              | Munia Mayor ctesse Castille     | Munia Mayor ctesse Castille    | Munia Mayor ctesse Castille    | Munia Mayor ctesse Castille    | Munia Mayor ctesse Castille    | Munia Mayor ctesse Castille    |                                      |                                      |                                      |                                      |                                      |                                      | Sanche III roi Navarre († 1029)              | Sanche III roi Navarre († 1029)              | Sanche III roi Navarre († 1029)              | Sanche III roi Navarre († 1029)              | Sanche III roi Navarre († 1029)              | Sanche III roi Navarre († 1029)              |            |            |            |            |            |            | Béatrice d'Aybar                 | Béatrice d'Aybar                 | Béatrice d'Aybar                 | Béatrice d'Aybar                 | Béatrice d'Aybar                 | Béatrice d'Aybar                 |  |  |  |  |  |  |  |  |  |  |  |  |  |  |
|                       |                       |                       |                       |                       |                       |  |  |  |  |  |  |                                 |                                 |                                 |                                 |                                 |                                 |                                            |                                            |                                            |                                            |                                            |                                            |                                       |                                       |                                       |                                       |                                       |                                       | García II cte Castille († 1029) | García II cte Castille († 1029) | García II cte Castille († 1029) | García II cte Castille († 1029) | García II cte Castille († 1029) | García II cte Castille († 1029) |                                  |                              |                              |                              |                              |                              | Munia Mayor ctesse Castille     | Munia Mayor ctesse Castille    | Munia Mayor ctesse Castille    | Munia Mayor ctesse Castille    | Munia Mayor ctesse Castille    | Munia Mayor ctesse Castille    |                                      |                                      |                                      |                                      |                                      |                                      | Sanche III roi Navarre († 1029)              | Sanche III roi Navarre († 1029)              | Sanche III roi Navarre († 1029)              | Sanche III roi Navarre († 1029)              | Sanche III roi Navarre († 1029)              | Sanche III roi Navarre († 1029)              |            |            |            |            |            |            | Béatrice d'Aybar                 | Béatrice d'Aybar                 | Béatrice d'Aybar                 | Béatrice d'Aybar                 | Béatrice d'Aybar                 | Béatrice d'Aybar                 |  |  |  |  |  |  |  |  |  |  |  |  |  |  |
|                       |                       |                       |                       |                       |                       |  |  |  |  |  |  |                                 |                                 |                                 |                                 |                                 |                                 |                                            |                                            |                                            |                                            |                                            |                                            |                                       |                                       |                                       |                                       |                                       |                                       |                                 |                                 |                                 |                                 |                                 |                                 |                                  |                              |                              |                              |                              |                              |                                 |                                |                                |                                |                                |                                |                                      |                                      |                                      |                                      |                                      |                                      |                                              |                                              |                                              |                                              |                                              |                                              |            |            |            |            |            |            |                                  |                                  |                                  |                                  |                                  |                                  |  |  |  |  |  |  |  |  |  |  |  |  |  |  |
|                       |                       |                       |                       |                       |                       |  |  |  |  |  |  |                                 |                                 |                                 |                                 |                                 |                                 |                                            |                                            |                                            |                                            |                                            |                                            |                                       |                                       |                                       |                                       |                                       |                                       |                                 |                                 |                                 |                                 |                                 |                                 |                                  |                              |                              |                              |                              |                              |                                 |                                |                                |                                |                                |                                |                                      |                                      |                                      |                                      |                                      |                                      |                                              |                                              |                                              |                                              |                                              |                                              |            |            |            |            |            |            |                                  |                                  |                                  |                                  |                                  |                                  |  |  |  |  |  |  |  |  |  |  |  |  |  |  |
|                       |                       |                       |                       |                       |                       |  |  |  |  |  |  |                                 |                                 |                                 |                                 |                                 |                                 |                                            |                                            |                                            |                                            |                                            |                                            |                                       |                                       |                                       |                                       |                                       |                                       |                                 |                                 |                                 |                                 |                                 |                                 |                                  |                              |                              |                              |                              |                              | García IV roi Navarre († 1054)  | García IV roi Navarre († 1054) | García IV roi Navarre († 1054) | García IV roi Navarre († 1054) | García IV roi Navarre († 1054) | García IV roi Navarre († 1054) |                                      |                                      |                                      |                                      |                                      |                                      | Ferdinand Ier roiCastille († 1065)           | Ferdinand Ier roiCastille († 1065)           | Ferdinand Ier roiCastille († 1065)           | Ferdinand Ier roiCastille († 1065)           | Ferdinand Ier roiCastille († 1065)           | Ferdinand Ier roiCastille († 1065)           |            |            |            |            |            |            | Ramire Ier roi d'Aragon († 1063) | Ramire Ier roi d'Aragon († 1063) | Ramire Ier roi d'Aragon († 1063) | Ramire Ier roi d'Aragon († 1063) | Ramire Ier roi d'Aragon († 1063) | Ramire Ier roi d'Aragon († 1063) |  |  |  |  |  |  |  |  |  |  |  |  |  |  |